# Lasioderma hemiptychoides
Lasioderma hemiptychoides là một loài bọ cánh cứng thuộc chi Lasioderma trong họ Ptinidae.